# Jezerce pri Dobjem
Jezerce pri Dobjem este o localitate din comuna Dobje, Slovenia, cu o populație de 64 de locuitori.